# 日野川 (神奈川県)
日野川（ひのがわ）は、神奈川県横浜市を流れ大岡川へと合流し、横浜港に注ぐ準用・二級河川。

## 地理
横浜市港南区日野町原第一公園の南西部付近から公共下水道として日野南雨水調整池に流れ、鎌倉街道清水橋交差点の南側付近(清水橋南側交差点)まで暗渠を流れる。
その後、日野IC付近の新橋から日野橋(港南区日野5丁目)まで準用河川として流れ、日野橋からは二級河川日野川となり(日吉橋下流で大岡川分水路と分水)、港南中央駅の北東部・上大岡駅の南西部で笹下川と合流し大岡川となる。
また、清水橋交差点付近や日野IC付近などで合流する日野川支流が流れる。
準用河川部は0.97km、二級河川部が1.90kmとなっている。

## 歴史
日野川は川幅が狭く、蛇行を繰り返していたことから、古くから大雨時には洪水に見舞われていた。さらに高度経済成長期の急激な宅地開発により、大洪水が発生するようになった。また横浜の名産品であるスカーフ（横浜スカーフ）等の繊維製品の捺染工場が流域に多くみられ、洗浄用として河川水を利用していたが、上流域の開発に伴う水質悪化により、河川水を利用することが出来なくなった。その後、下水道の普及等により水質が改善し、近年ではカルガモやセキレイ、ドジョウなどが見られるようになっている。また大岡川分水路が整備されたことにより、下流域の水害は著しく減少している。

## 流域の自治体
神奈川県
横浜市港南区